# Mermec
Koordinaten: 40° 56′ 39,6″ N, 17° 18′ 11″ O

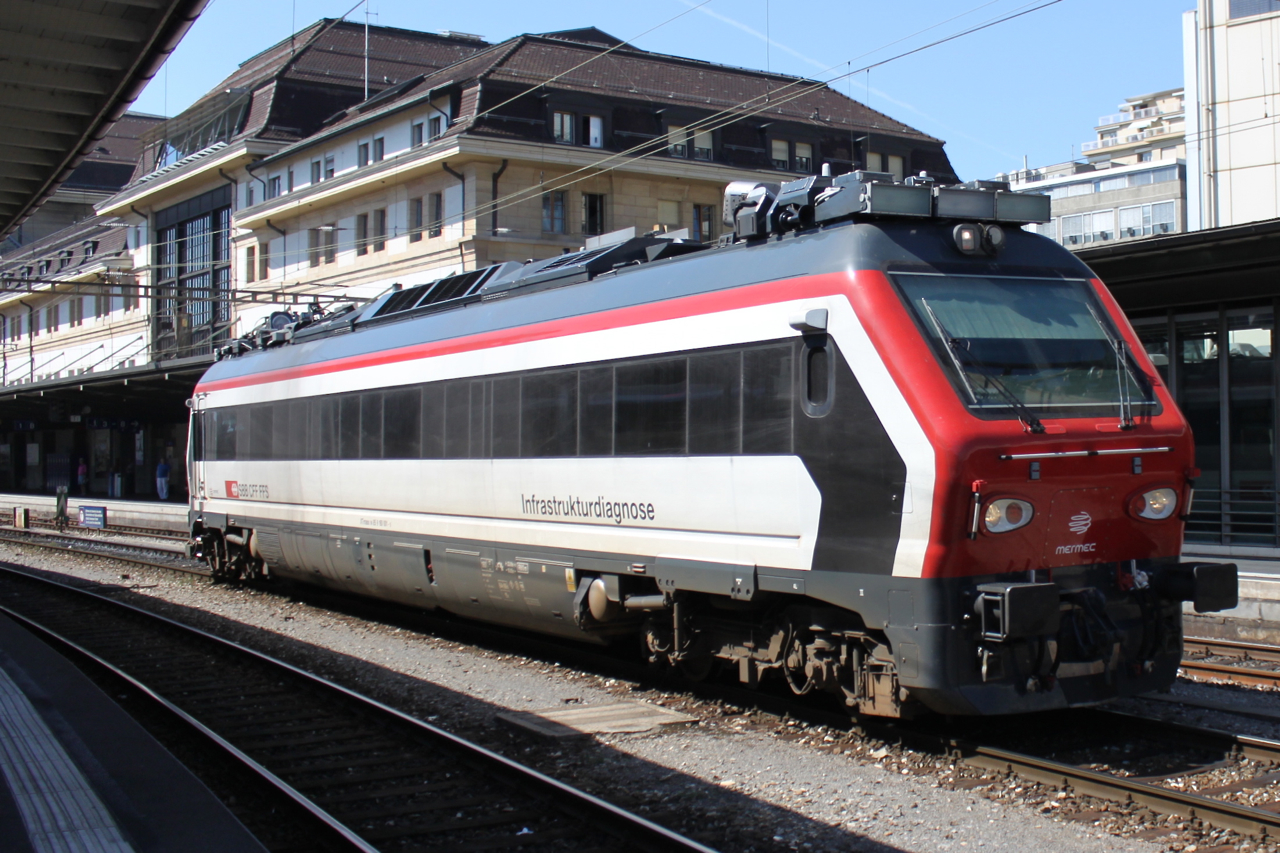
XTmass Infrastrukturdiagnosefahrzeug der SBB

Mermec ist ein italienischer Hersteller von Gleismesswagen und Zugsicherungssystemen (z. B. SCMT) mit Sitz in Monopoli bei Bari und Standorten weltweit.
Das Unternehmen geht auf den Vorgänger Meridional Meccanica zurück. Seit 1980 wurden Eisenbahnfahrzeuge gebaut, 1988 wurde die Gesellschaft Mermec gegründet. Seit 1994 werden kontaktlos (optisch) messende Gleismesswagen gebaut.
Der Besitzer von Mermec, Vito Pertosa, verkaufte 2008 Anteile am Familienunternehmen und gründete davon die Beteiligungsgesellschaft Angelo Investments.
2024 übernahm Mermec von Hitachi Rail die Geschäftsbereiche für Leit- und Sicherungstechnik von Vollbahnen in Deutschland, Frankreich und dem Vereinigten Königreich mit insgesamt 550 Mitarbeitenden. Hintergrund waren fusionkontrollerechtliche Vorgaben bei der Übernahme von Thales GTS durch Hitachi Rail.

## Fahrzeugtypen
Die von dem Unternehmen hergestellten selbstfahrenden Messfahrzeuge werden als ROGER vermarktet.
- ROGER 400; zweiachsiges Messfahrzeug, selbstfahrend 80 km/h[11]

Syrien (CFS)
Türkei (TCDD)
- ROGER 600; vierachsiges Messfahrzeug, selbstfahrend 120 km/h[12]

Südkorea (Metro Seoul)
Italien (RFI)
- ROGER 800; vierachsiges Messfahrzeug, selbstfahrend 140 km/h[13]

Australien (RailCorp)
Türkei (TCDD)
- ROGER 1000; vierachsiges Messfahrzeug, selbstfahrend 160 km/h[14]

Schweiz; SBB XTmass 99 85 9 160 001-5
Südkorea (KRNA)
Norwegen (Bane NOR)